# سمپرونیوس گراکوس
سمپرونیوس گراکوس (انگلیسی: Sempronius Gracchus; ۱ ژانویهٔ ۰۰۰۱ – ۱ ژانویهٔ ۰۰۱۴) اهل روم باستان بود. یک نجیب‌زاده رومی بود که با ژولیای بزرگ، دختر آگوستوس، زمانی که همسر مارکوس ویپسانیوس آگریپا بود، و پس از مرگ آگریپا، امپراتور آینده تیبریوس درگیر یک رابطه طولانی مدت بود. مشخص نیست که آیا گراکوس را می‌توان با تریومویر مونتالیس در دوره آگوستوس در ۱۵ قبل از میلاد شناسایی کرد.